# Kamilla Rakhimova
Kamilla Stanislavovna Rakhimova (en russe : Камилла Станиславовна Рахимова), née le 28 août 2001 à Iekaterinbourg, est une joueuse de tennis russe, professionnelle sur le circuit WTA depuis 2018.
Au total, elle a remporté cinq tournois ITF en simple sur la seule année 2019, et six en double.
Sur le circuit WTA, elle a remporté trois titres en double dames.

## Carrière
À l'automne 2020, elle se qualifie pour son premier tournoi du Grand Chelem à Roland-Garros . Au premier tour, elle bat l'Américain Shelby Rogers, la quart de finaliste de l'US Open de cette année. Ensuite, elle est éliminée au deuxième tour par la Grecque María Sákkari.
En février 2021, avec l'Indienne Ankita Raina, elle remporte le Phillip Island Trophy, un tournoi de la série WTA 250 organisé sur les courts de Melbourne Park.
En août 2023, elle atteint, en simple, sa 1re finale en catégorie WTA 125 lors du tournoi de Stanford; elle est battue sèchement par la Chinoise Wang Yafan.
En mai 2025, elle est éliminée au premier tour de Roland-Garros par la n°1 mondiale, Aryna Sabalenka, en deux sets (6-1, 6-0).

## Palmarès

### Titres en double dames
| No | Date       | Nom et lieu du tournoi          | Catégorie | Dotation  | Surface      | Partenaire        | Finalistes                       | Score             |          |
| -- | ---------- | ------------------------------- | --------- | --------- | ------------ | ----------------- | -------------------------------- | ----------------- | -------- |
| 1  | 15-02-2021 | Phillip Island Trophy Melbourne | WTA 250   | 235 238 $ | Dur (ext.)   | Ankita Raina      | Anna Blinkova Anastasia Potapova | 2–6, 6–4, [10–7]  | Parcours |
| 2  | 07-11-2021 | Upper Austria Ladies Linz Linz  | WTA 250   | 235 238 $ | Dur (int.)   | Natela Dzalamidze | Wang Xinyu Zheng Saisai          | 6-4, 6-2          | Parcours |
| 3  | 01-04-2024 | Copa Colsanitas Zurich Bogota   | WTA 250   | 267 082 $ | Terre (ext.) | Cristina Bucșa    | Anna Bondár Irina Khromacheva    | 7-65, 3-6, [10-8] | Parcours |

### Finales en double dames
| No | Date       | Nom et lieu du tournoi                         | Catégorie | Dotation  | Surface      | Vainqueures                         | Partenaire          | Score             |          |
| -- | ---------- | ---------------------------------------------- | --------- | --------- | ------------ | ----------------------------------- | ------------------- | ----------------- | -------- |
| 1  | 19-07-2021 | 32° Palermo Ladies Open Palerme                | WTA 250   | 235 238 $ | Terre (ext.) | Erin Routliffe Kimberley Zimmermann | Natela Dzalamidze   | 7-65, 4-6, [10-4] | Parcours |
| 2  | 18-04-2022 | TEB BNP Paribas Istanbul Championship Istanbul | WTA 250   | 251 750 $ | Terre (ext.) | Marie Bouzková Sara Sorribes Tormo  | Natela Dzalamidze   | 6-3, 6-4          | Parcours |
| 3  | 10-10-2022 | Transylvania Open Cluj-Napoca                  | WTA 250   | 251 750 $ | Dur (int.)   | Kirsten Flipkens Laura Siegemund    | Yana Sizikova       | 6-3, 7-5          | Parcours |
| 4  | 09-09-2024 | Guadalajara Open Akron Guadalajara             | WTA 500   | 922 573 $ | Dur (ext.)   | Anna Danilina Irina Khromacheva     | Oksana Kalashnikova | 2-6, 7-5, [10-7]  | Parcours |

### Titre en simple en WTA 125
| No | Date       | Nom et lieu du tournoi            | Catégorie | Dotation  | Surface    | Finaliste     | Score          |          |
| -- | ---------- | --------------------------------- | --------- | --------- | ---------- | ------------- | -------------- | -------- |
| 1  | 02-09-2024 | Guadalajara 125 Open, Guadalajara | WTA 125   | 115 000 $ | Dur (ext.) | Tatjana Maria | 6-3, 65-7, 6-3 | Parcours |

### Finale en simple en WTA 125
| No | Date       | Nom et lieu du tournoi                 | Catégorie | Dotation  | Surface    | Vainqueure | Score    |          |
| -- | ---------- | -------------------------------------- | --------- | --------- | ---------- | ---------- | -------- | -------- |
| 1  | 14-08-2023 | Golden Gate Open at Stanford, Stanford | WTA 125   | 115 000 $ | Dur (ext.) | Wang Yafan | 6-2, 6-0 | Parcours |

### Titres en double en WTA 125
| No | Date       | Nom et lieu du tournoi          | Catégorie | Dotation  | Surface    | Partenaire          | Finalistes                        | Score     |          |
| -- | ---------- | ------------------------------- | --------- | --------- | ---------- | ------------------- | --------------------------------- | --------- | -------- |
| 1  | 17-10-2022 | Open de Rouen Capfinances Rouen | WTA 125   | 115 000 $ | Dur (int.) | Natela Dzalamidze   | Misaki Doi Oksana Kalashnikova    | 6-2, 7-5  | Parcours |
| 2  | 23-10-2023 | Abierto Tampico Tampico         | WTA 125   | 115 000 $ | Dur (ext.) | Anastasia Tikhonova | Sabrina Santamaria Heather Watson | 7-65, 6-2 | Parcours |

### Finale en double en WTA 125
| No | Date       | Nom et lieu du tournoi | Catégorie | Dotation  | Surface      | Vainqueures                  | Partenaire        | Score            |          |
| -- | ---------- | ---------------------- | --------- | --------- | ------------ | ---------------------------- | ----------------- | ---------------- | -------- |
| 1  | 05-07-2021 | Nordea Open Båstad     | WTA 125   | 115 000 $ | Terre (ext.) | Mirjam Björklund Leonie Küng | Tereza Mihalíková | 5-7, 6-3, [10-5] | Parcours |

## Parcours en Grand Chelem

### En simple dames
| Année | Open d'Australie | Open d'Australie   | Internationaux de France | Internationaux de France | Wimbledon       | Wimbledon        | US Open         | US Open            |
| ----- | ---------------- | ------------------ | ------------------------ | ------------------------ | --------------- | ---------------- | --------------- | ------------------ |
| 2020  | Q1               | Destanee Aiava     | 2e tour (1/32)           | María Sákkari            | Annulé          | Annulé           | —               | —                  |
| 2021  | Q3               | Mayo Hibi          | Q1                       | Varvara Lepchenko        | Q2              | Priscilla Hon    | 3e tour (1/16)  | Barbora Krejčíková |
| 2022  | —                | —                  | 1er tour (1/64)          | Aleksandra Krunić        | —               | —                | 1er tour (1/64) | Caroline Garcia    |
| 2023  | 1er tour (1/64)  | Kateryna Baindl    | 3e tour (1/16)           | Aryna Sabalenka          | 1er tour (1/64) | Cristina Bucșa   | 1er tour (1/64) | Belinda Bencic     |
| 2024  | 2e tour (1/32)   | Diane Parry        | 1er tour (1/64)          | Anastasia Potapova       | Q2              | Robin Montgomery | 1er tour (1/64) | Iga Świątek        |
| 2025  | 1er tour (1/64)  | Liudmila Samsonova | 1er tour (1/64)          | Aryna Sabalenka          | 3e tour (1/16)  | Linda Nosková    |                 |                    |

N.B. : à droite du résultat se trouve le nom de l'ultime adversaire.

### En double dames
| 2022 | 1er tour (1/32) N. Dzalamidze \|\| style="text-align:left;" \| S. Aoyama E. Shibahara    | 1er tour (1/32) N. Dzalamidze \|\| style="text-align:left;" \| C. Dolehide S. Sanders | —                                                                                       | —                                                                                        | 1er tour (1/32) N. Dzalamidze \|\| style="text-align:left;" \| S. Chang A. Kulikov         |
| 2023 | —                                                                                        | —                                                                                     | 1er tour (1/32) Y. Putintseva \|\| style="text-align:left;" \| Hsieh S.-w. Wang Xn.     | 1er tour (1/32) A. Sasnovich \|\| style="text-align:left;" \| C. Gauff J. Pegula         | 1/8 de finale E. Avanesyan \|\| style="text-align:left;" \| Hsieh S.-w. Wang Xn.           |
| 2024 | —                                                                                        | —                                                                                     | 1er tour (1/32) Y. Putintseva \|\| style="text-align:left;" \| A. Kalinskaya E. Vesnina | 2e tour (1/16) I. Khromacheva \|\| style="text-align:left;" \| G. Dabrowski E. Routliffe | 2e tour (1/16) A. Sasnovich \|\| style="text-align:left;" \| M. Bouzková S. Sorribes Tormo |
| 2025 | 1/4 de finale S. Sorribes Tormo \|\| style="text-align:left;" \| M. Andreeva D. Shnaider | 1/8 de finale A. Sisková \|\| style="text-align:left;" \| I.-C. Begu Y. Wickmayer     | 2e tour (1/16) A. Sisková \|\| style="text-align:left;" \| S. Cîrstea A. Kalinskaya     |                                                                                          |                                                                                            |

N.B. : le nom de la partenaire se trouve sous le résultat ; les noms des ultimes adversaires se trouvent à droite.

## Parcours en WTA 1000
Les tournois WTA « Premier Mandatory » et « Premier 5 » (entre 2009 et 2020) et WTA 1000 (à partir de 2021) constituent les catégories d'épreuves les plus prestigieuses, après les quatre levées du Grand Chelem. 

De 2009 à 2023, les tournois Premier Mandatory (dits tournois WTA 1000 obligatoires entre 2021 et 2023) regroupent Indian Wells, Miami, Madrid et Pékin, les autres constituant les tournois Premier 5 (tournois WTA 1000 non-obligatoires). À partir de 2024, le nombre de tournois WTA 1000 passe à 10 par saison (fin de l’alternance Doha / Dubaï), ces derniers devenant tous obligatoires et offrant tous 1000 points à la vainqueure (contre 900 points précédemment pour les tournois Premier 5).

### En simple dames
| Année |       |              |       |                             |                             |        |                            |                             |                            |                         |  |                             |
| Doha  | Dubaï | Indian Wells | Miami | Madrid                      | Rome                        | Canada | Cincinnati                 | Pékin                       |                            | Wuhan                   |  |                             |
| Doha  | Dubaï | Indian Wells | Miami | Madrid                      | Rome                        | Canada | Cincinnati                 | Pékin                       | Guadalajara                |                         |  |                             |
| Doha  | Dubaï | Indian Wells | Miami | Madrid                      | Rome                        | Canada | Cincinnati                 | Pékin                       |                            |                         |  |                             |
| 2023  |       | WTA 500      |       |                             |                             |        | 1er tour (1/64) K. Muchová |                             |                            |                         |  |                             |
| 2024  |       |              |       |                             |                             |        |                            |                             |                            | 2e tour (1/32) Zheng Q. |  | 2e tour (1/16) L. Fernandez |
| 2025  |       |              |       | 1er tour (1/64) C. Dolehide | 1er tour (1/64) A. Blinkova |        | 2e tour (1/32) E. Navarro  | 2e tour (1/32) E. Svitolina | 1er tour (1/64) M. Sákkari |                         |  |                             |

Sous le résultat, l’ultime adversaire.
1. 1 2   Les tournois de Doha et Dubaï alternent le statut de tournoi WTA 1000 (ex Premier 5) entre 2009 et 2023 : les trois premières éditions ont lieu à Dubaï, les trois suivantes à Doha, puis Dubaï accueille le tournoi de cette catégorie les années impaires et Dubaï les années paires. De 2011 à 2023, la ville qui n’accueille pas de WTA 1000 organise à la place un tournoi WTA 500 (ex Premier).
2. 1 2 3 4 5 6 7   L’ordre de déroulement des tournois a évolué depuis 2009 : Rome se dispute avant Madrid et Cincinnati avant Montréal/Toronto jusqu’en 2010, tandis que Tokyo (2009-2013)-Wuhan (2014-2019, 2024-)-Guadalajara (2022-2023) ont lieu avant Pékin jusqu’en 2023.

## Classements WTA en fin de saison
| Année          | 2018 | 2019 | 2020 | 2021 | 2022 | 2023 | 2024 |
| Rang en simple | 890  | 204  | 155  | 117  | 93   | 95   | 64   |
| Rang en double | 631  | 224  | 191  | 70   | 96   | 112  | 83   |

Source : (en) Classements de Kamilla Rakhimova sur le site officiel de la Fédération internationale de tennis

## Records et statistiques

### Victoires sur le top 10
Toutes ses victoires sur des joueuses classées dans le top 10 de la WTA lors de la rencontre.
| Légende      |
| ------------ |
| Grand Chelem |
| WTA 1000     |
| WTA 500      |
| WTA 250      |
| Fed Cup      |

| # | Rang  |  | Tournoi   | Année | Surface |  | Adversaire      | Rang | Tour | Score         | Tableau |
| - | ----- |  | --------- | ----- | ------- |  | --------------- | ---- | ---- | ------------- | ------- |
| 1 | no 80 |  | Wimbledon | 2025  | Gazon   |  | Jasmine Paolini | no 5 | 1/32 | 4-6, 6-4, 6-4 | Tableau |